# Jan Jaroš (politik)
Jan Jaroš (12. října 1853 Rtyně – 28. listopadu 1903 Čáslavky) byl rakouský a český rolník a politik, na přelomu 19. a 20. století poslanec Českého zemského sněmu, počátkem 20. století i poslanec Říšské rady.

## Biografie
Narodil se 12. října 1853 ve Rtyni čp. 3 jako syn Josefa Jaroše a Jany Hákové. V roce 1874 nastoupil na vojnu. Dne 13. listopadu 1877 se ve Rtyni oženil s Josefou, dcerou Jana Jakoubka.
Vystudoval gymnázium v Broumově, pak se věnoval správě svého zemědělského hospodářství. Profesí byl rolníkem v Čáslavkách u Černožic. Zasedal v okresním zastupitelstvu v Jaroměři a byl tam i předsedou hospodářského spolku. Byl členem výboru zemědělské rady. Uvádí se rovněž jako okresní starosta (zvolen roku 1891). Od roku 1889 byl taky starostou Černožic.
V polovině 90. let 19. století se zapojil i do zemské politiky. Ve volbách v roce 1895 byl zvolen v kurii venkovských obcí (volební obvod Dvůr Králové) do Českého zemského sněmu. Politicky patřil k mladočeské straně. Mandát zde obhájil ve volbách v roce 1901. Ve volbách roku 1901 se stal i poslancem Říšské rady (celostátní zákonodárný sbor), kde zastupoval kurii venkovských obcí, obvod Hradec Králové, Nové Město nad Metují, Jaroměř atd.
Zabýval se též dokumentováním dějin Čáslavek a Černožic. V bádání pak pokračoval Jan Kotlant, rovněž politik. Po roce 1945 se ale jejich zápisky ztratily a dochovaly se z nich jen nečetné zmínky v obecní kronice. Zemřel náhle v listopadu 1903. Za zásluhy o okres mu byla v květnu 1926 odhalena na jeho rodném domě čp. 3 ve Rtyni pamětní deska.
Zemřel v sobotu 28. listopadu 1903 ve 12 hodin.